# Iwan Łaptiew
Iwan Daniłowicz Łaptiew (ros. Иван Данилович Лаптев; ur. 16 września 1900 w obwodzie kirowskim, zm. 1979 w Moskwie) – radziecki ekonomista marksistowski, kandydat nauk ekonomicznych, profesor (1936), członek rzeczywisty Wszechzwiązkowej Akademii Nauk Agronomicznych (ros. ВАСХНИЛ), autor wielu prac naukowych z zakresu ekonomiki rolnictwa.

## Prace
- Политическая экономия. Учебник. – К. В. Островитянов, Д. Т. Шепилов, Л. А. Леонтьев, И. Д. Лаптев, И. И. Кузьминов, Л. М. Гатовский, П.Ф. Юдин, А.И. Пашков, В.И. Переслегин. – М.: Госполитиздат, 1954. – 454 с.

Przekłady na język polski
- Konstantin Ostrowitianow, Dmitrij Szepiłow, Pawieł Judin, Lew Leontjew, i in.: Ekonomia polityczna. Podręcznik (Tytuł oryginału: Političeskaâ èkonomiâ). Pod redakcją Konstantina Ostrowitianowa ; tł. Seweryn Żurawicki, Józef Zawadzki, Ryszard Gradowski, Regina Winiewska, Maksymilian Pohorille. Warszawa: Książka i Wiedza, 1955. 839, [1] strona ; 22 cm.